# Vlk japonský
Vlk japonský (Canis lupus hodophilax) je jedním ze dvou poddruhů vlka obecného, které byly vyhubeny v Japonsku. Vyhuben byl roku 1905. Obýval japonské ostrovy Honšú, Kjúšú a Šikoku. Poslední ze 4 největších japonských ostrovů Hokkaidó obýval až do roku 1899 vlk ostrovní (Canis lupus hattai) .

## Popis

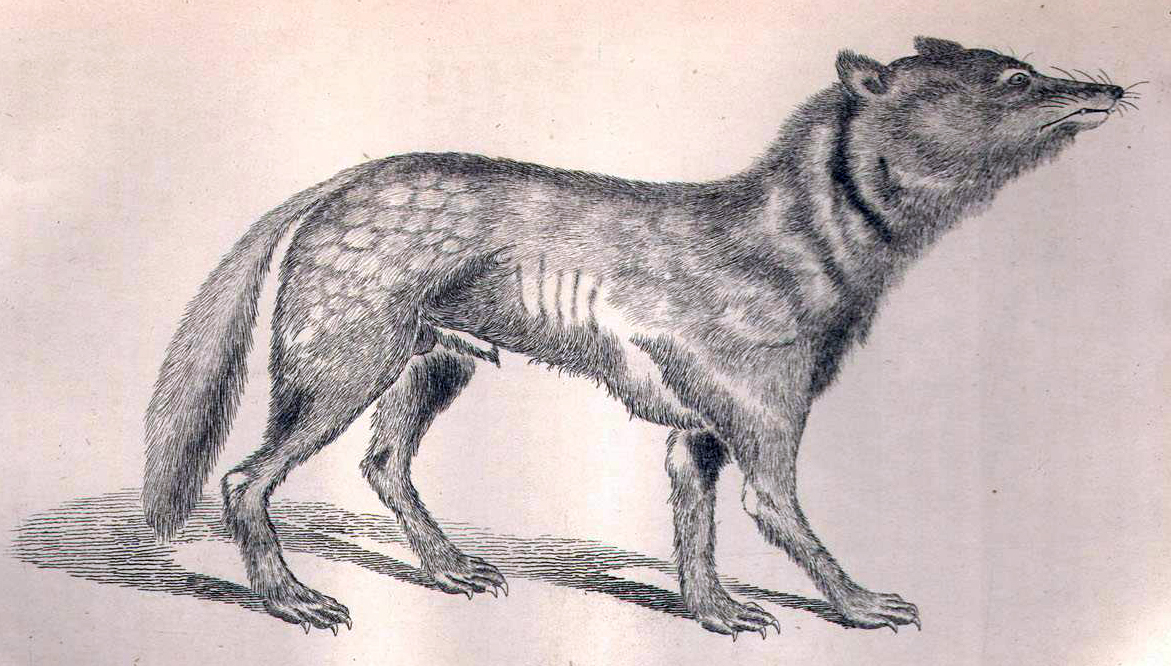
Ilustrace okolo roku 1881

Vlk japonský byl nejmenším známým poddruhem vlka obecného. Na délku měřil 90 cm a v kohoutku dosahoval výšky 30 cm. Mnohem více než svým předkům (sibiřským vlkům) se podobal psům, šakalům a kojotům. Od ostatních poddruhů se lišil krátkou, hrubou srstí, psím ocasem, krátkýma nohama a zaobleným ocasem. Kvůli těmto fyzickým rozdílům je někdy považován za samostatný druh Canis hodophilax.

## Potrava
Je znám tím, že často lovil kořist mnohonásobně větší než on sám, jako například jeleny nebo divoká prasata. Většinou však lovil králíky a hlodavce, proto nebyl až do 17. století pronásledován zemědělci.

## Historie a vyhynutí
Tito vlci bývali v Japonsku hojní až do roku 1732, kdy se na ostrovy Kjúšú a Šikoku rozšířila vzteklina. Agrese vyvolaná vzteklinou a odlesňování nutily vlky ke kontaktu s lidmi a to z nich učinilo terč hlavně pro zemědělce. Poslední exemplář byl zastřelen roku 1905 v prefektuře Nara na ostrově Honšú. Dnes existuje osm kožešin. Vycpané exempláře můžeme vidět v Japonsku, Nizozemsku a ve Velké Británii.

## Rozsah
Vlk Japonský obýval ostrovy Kjúšú, Šikoku a Honšú, ale ne ostrov Hokkaido.

## Historie a kultura
V šintoistické víře je ókami („vlk“) považován za posla duchů kami a nabízí ochranu před nájezdníky plodin, jako jsou divočáci a jeleni. Divoká zvířata byla spojována s horským duchem Yama-no-kami. Japonské hory, považované za nebezpečné a smrtící místo, byly velmi spojeny s vlkem, o kterém se věřilo, že je jeho ochráncem a strážcem. Mnoho horských vesnic, jako Okamiiwa („Vlčí skála“) a Okamitaira („Vlčí plošina“), je pojmenováno podle vlka; mohlo by to být způsobeno pozorováním na daném místě nebo jednoduchou poctou druhu.
Jen na Honšú je odhadem 20 šintoistických svatyní vlků. Nejznámější národní svatyně se nachází v Mitsumine v Chichibu v prefektuře Saitama a na poloostrově Kii je řada menších svatyní vlků, včetně svatyně Tamaki a svatyně Katakati ve vesnici Totsukawa.
V japonském folklóru je široce zaznamenaná víra okuriōkami („doprovodný vlk“), která následovala někoho, kdo kráčel v noci sám lesem, dokud se nedostal do svého domova, aniž by mu ublížil. Někdy se pro tento doprovod objevila nabídka. Další víra spočívala ve vlcích, kteří vychovali nemluvně, které bylo opuštěno v lesích poloostrova Kii, a později se stalo vůdcem klanu Fujiwara no Hidehira. Další vírou z oblasti Kantó ve východním Japonsku bylo, že krmení vlčího mléka kojenců způsobí, že vyrostou. Některé legendy vykreslují japonského vlka jako prorocká stvoření. V pohoří Tamaki se říká, že místo zvané „cypřiš vytí psa“ je místem, kde vlci vyjeli bezprostředně před povodněmi v roce 1889 varujícími vesničany a před velkým zemětřesením v roce 1923, přestože do té doby vlk vyhynul. Další vírou bylo „oznámení vlka“, kdy se cestovatel nevrátí domů, pak k nim domů přijde vlk a smutně vyje, což signalizuje jejich smrt.
Některé vesnice měly vlčí kouzla zvaná shishiyoke, o nichž se věřilo, že chrání jejich vesnici a jejich úrodu před divočáky. Cestující nosili vlčí tesáky, kůži a vlasy, aby zahnali zlé duchy, a vlčí lebky byly drženy v některých domácích svatyních, aby zahnaly neštěstí. V některých vesnicích, například v prefektuře Gifu, byla lebka vlka používána jako kouzlo jak pro ochranu, tak pro léčení posedlých vesničanů. Kromě ochrany plodin může vlk zanechat kořist vesničanům.
Japonský vlk je hlavním pojmem v anime z roku 2012, Vlčí děti, o životě posledního japonského vlka, který se může proměnit v člověka, a lidské manželky, která vychovala své dvě napůl vlčí a napůl lidské děti. Její manžel byl zabit stejně jako poslední vlk japonský.